# A.W. Norblad
Albin Walter Norblad, född 19 mars 1881 i Malmö, död 17 april 1960 i Astoria, Oregon, var en amerikansk republikansk politiker. Han var Oregons guvernör 1929–1931.
Norblad flyttade till Michigan som barn, studerade juridik och arbetade som advokat. Under en resa västerut beslutade han sig för att bosätta sig i Oregon. Som Astorias stadsåklagare tjänstgjorde han mellan 1910 och 1915.
Guvernör I.L. Patterson avled 1929 i ämbetet och efterträddes av Norblad. År 1931 efterträddes han i sin tur av Julius Meier. Norblad avled 1960 och gravsattes på Rose City Cemetery i Portland. Han var far till A. Walter Norblad som var ledamot av USA:s representanthus 1946–1964.